# Steve Millen

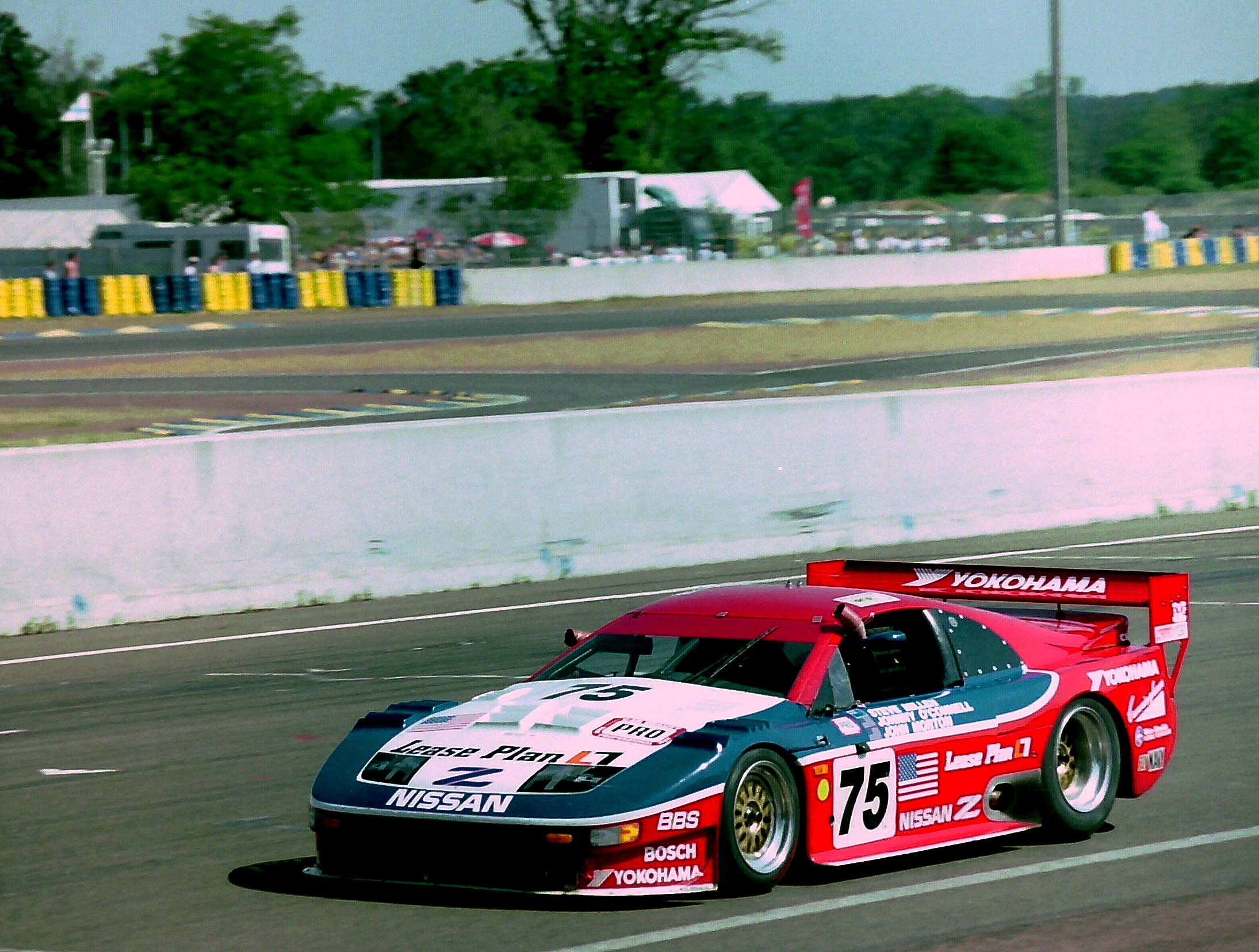
Der Nissan 300ZX mit der Nummer 75 beim 24-Stunden-Rennen von Le Mans 1994

Steve Millen (* 17. Februar 1953 in Auckland) ist ein ehemaliger neuseeländischer Autorennfahrer.

## Karriere als Rennfahrer
Steve Millen begann seine Karriere im Bergrennsport in Neuseeland. Nach ersten Erfolgen in dieser Motorsportform, wechselte er 1969 auf die Rundstrecke. Er startete erst in der Formel Ford und fuhr bis in die frühen 1980er-Jahren immer wieder bei ausgewählten Rennen der Formel 3. 1975 wurde er auf einem Chevron B20 hinter John MacDonald und Kevin Bartlett Dritter beim Macau Grand Prix. Seine besten Monopostoergebnisse waren die Siege bei den Formel-3-Rennen am Shah Alam Circuit 1978 und 1980-
Neben seinen Einsätzen auf der Rundstrecke etablierte sich Millen in den 1980er-Jahren als Rallyefahrer. Seine nationalen Erfolge führten 1986 zu einem Toyota-Werkseinsatz bei der Olympus Rallye. Seine Teamkollegen waren Björn Waldegård und Lars-Erik Torph, sein Copilot Hans Thorszelius. Nach einem Unfall musste er die Rallye vorzeitig aufgeben. 
Steve Millen war einer der erfolgreichsten Fahrer in der IMSA-GT-Serie. Sein Einsatzfahrzeug, ein Nissan 300ZX Turbo mit der Startnummer 75, war legendär. Zwischen seinem Debüt beim 6-Stunden-Rennen von Riverside 1984 und dem Ende seiner Fahrerkarriere mit dem Ablauf der Rennsaison 1995, erreichte er 17 Gesamt- und 4 Klassensiege. Seine 19 Pole-Positions waren IMSA-Rekord. 1994 gewann er gemeinsam mit Paul Gentilozzi, Butch Leitzinger und Scott Pruett das 24-Stunden-Rennen von Daytona und im selben Jahr mit John Morton und Johnny O’Connell auch das 12-Stunden-Rennen von Sebring. Seine vielen Einzelsiege hatten 1992 und 1994 die Meisterschaft in der GTS-Klasse zur Folge.

## Statistik

### Le-Mans-Ergebnisse
| Jahr | Team                               | Fahrzeug     | Teamkollege      | Teamkollege | Platzierung            | Ausfallgrund |
| ---- | ---------------------------------- | ------------ | ---------------- | ----------- | ---------------------- | ------------ |
| 1990 | Nissan Performance Technology Inc. | Nissan R90CK | Michael Roe      | Bob Earl    | Rang 17                |              |
| 1994 | Clayton Cunningham Racing          | Nissan 300ZX | Johnny O’Connell | John Morton | Rang 5 und Klassensieg |              |

### Sebring-Ergebnisse
| Jahr | Team                    | Fahrzeug         | Teamkollege | Teamkollege      | Platzierung            | Ausfallgrund  |
| ---- | ----------------------- | ---------------- | ----------- | ---------------- | ---------------------- | ------------- |
| 1985 | Dingman Brothers Racing | Pontiac Firebird | Walt Bohren | Billy Dingman    | Ausfall                | Motorschaden  |
| 1989 | Cunningham Racing       | Nissan 300ZX     | John Morton |                  | Ausfall                | Ventilschaden |
| 1991 | Cunningham Racing       | Nissan 300ZX     | Jeremy Dale | Johnny O’Connell | Rang 11                |               |
| 1992 | Cunningham Racing       | Nissan 300ZX     | John Morton | Johnny O’Connell | Ausfall                | Motorschaden  |
| 1993 | Cunningham Racing       | Nissan 300ZX     | John Morton | Johnny O’Connell | Rang 4 und Klassensieg |               |
| 1994 | Cunningham Racing       | Nissan 300ZX     | John Morton | Johnny O’Connell | Gesamtsieg             |               |
| 1995 | Cunningham Racing       | Nissan 300ZX     | John Morton | Johnny O’Connell | Rang 5 und Klassensieg |               |